# Vetenskapsåret 1949

## Händelser

### Arkeologi
- Okänt datum - C14-metoden för datering utvecklas av Willard Libby och hans kolleger vid University of Chicago, vilket belönas med Nobelpriset 1960.

### Astronomi
- 28 mars - Engelske astronomen Fred Hoyle myntar begreppet Big Bang Under en BBC Third Programme-radiosändning.[1][2][3]

### Teknik
- 6 juni - EDSAC, den första datorn med lagrat program, tas i drift vid Cambridges universitet.[4]

## Pristagare
- Bigsbymedaljen: William Quarrier Kennedy [5]
- Copleymedaljen: George de Hevesy
- Davymedaljen: Alexander Robertus Todd
- Nobelpriset: [6]
  - Fysik: Hideki Yukawa
  - Kemi: William Giauque
  - Fysiologi/Medicin: Walter Hess, Egas Moniz
- Sylvestermedaljen: Louis Mordell
- Wollastonmedaljen: Robert Broom [7]

## Födda
- 19 februari - Danielle Bunten Berry (död 1998), känd som Dan Bunten, mjukvaruutvecklare.
- 5 april - Judith Resnik (död 1986), astronaut.
- 24 maj - Tomaž Pisanski, matematiker.

## Avlidna
- 30 mars – Friedrich Bergius, tysk kemist, nobelpristagare.
- 13 september – August Krogh, dansk zoofysiolog, nobelpristagare.

### Fotnoter
1. ↑  ”'Big bang' astronomer dies”. BBC News. 22 augusti 2001. http://news.bbc.co.uk/1/hi/uk/1503721.stm. Läst 7 december 2008.
2. ↑  Croswell, Ken (1995). ”Chapter 9”. The Alchemy of the Heavens. Anchor Books. ISBN 0-385-47213-7
3. ↑  Mitton, Simon (2005). Fred Hoyle: a Life in Science. Aurum Press. sid. 127. ISBN 1-85410-961-8
4. ↑  ”Pioneer computer to be rebuilt”. Cam "62":  s. 5. Lent 2011.
5. ↑  ”Geological Society”. Arkiverad från originalet den 5 juni 2011. https://web.archive.org/web/20110605101836/http://www.geolsoc.org.uk/gsl/society/history/page753.html. Läst 13 april 2011.
6. ↑  ”Nobelpriset”. http://nobelprize.org/nobel_prizes/lists/all/index.html. Läst 10 april 2011.
7. ↑  ”Geological Society”. Arkiverad från originalet den 5 juni 2011. https://web.archive.org/web/20110605102217/http://www.geolsoc.org.uk/gsl/society/history/page750.html. Läst 14 april 2011.